# Cochemiea boolii
Cochemiea boolii es una especie de planta suculenta perteneciente al género Cochemiea, dentro de la familia Cactaceae. Es endémica del noroeste de México (Sonora) y anteriormente se le conocía como Mammillaria boolii.

## Descripción

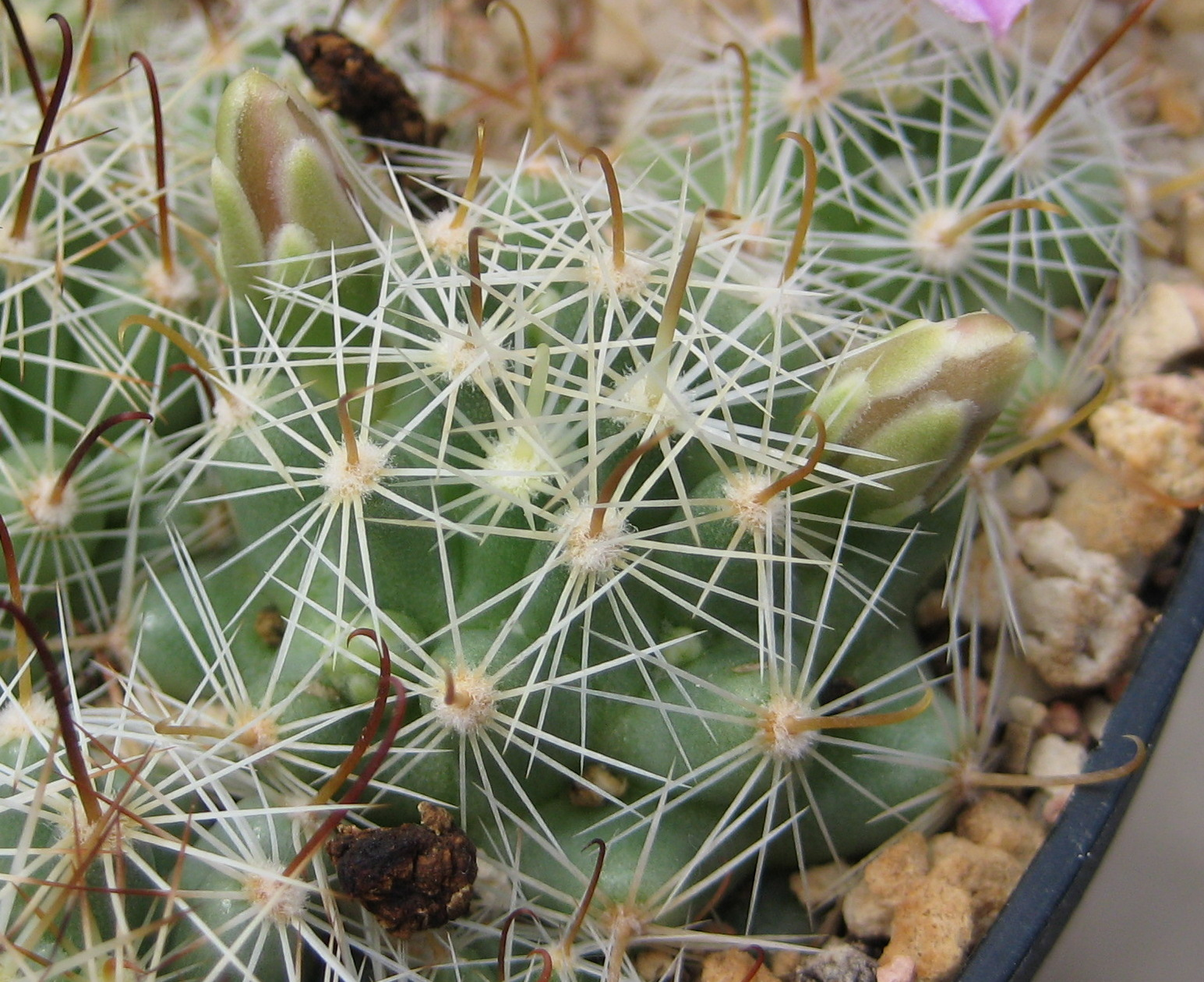
Detalle de las espinas

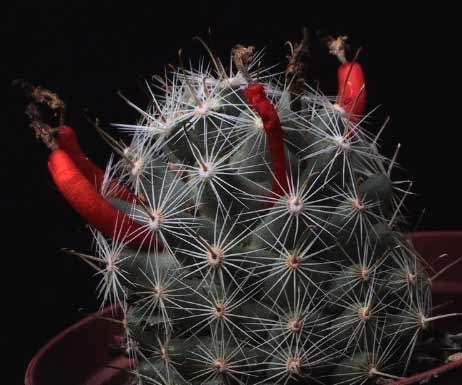
Frutos

Cochemiea boolii es una especie de cactus que, aunque suele crecer de forma individual, a veces aparece en pequeños grupos y rara vez se ramifica en la base. Los tallos van de esféricos a ligeramente cilíndricos, son de color verde grisáceo claro y crecen hasta 3,5 cm de alto y 3 cm de diámetro.

Los tallos están cubiertos de tubérculos redondos dispuestos en espiral, no producen savia lechosa (látex) y poseen axilas desnudas (espacio que hay entre los tubérculos). Sobre ellos se asientan areolas en las que se distingue una única espina central en forma de gancho de color amarillo a marrón amarillento con la punta oscura, de hasta 2 cm de largo. También hay aproximadamente 20 espinas radiales rectas en forma de aguja y de color blanco de 1,5 cm de longitud.

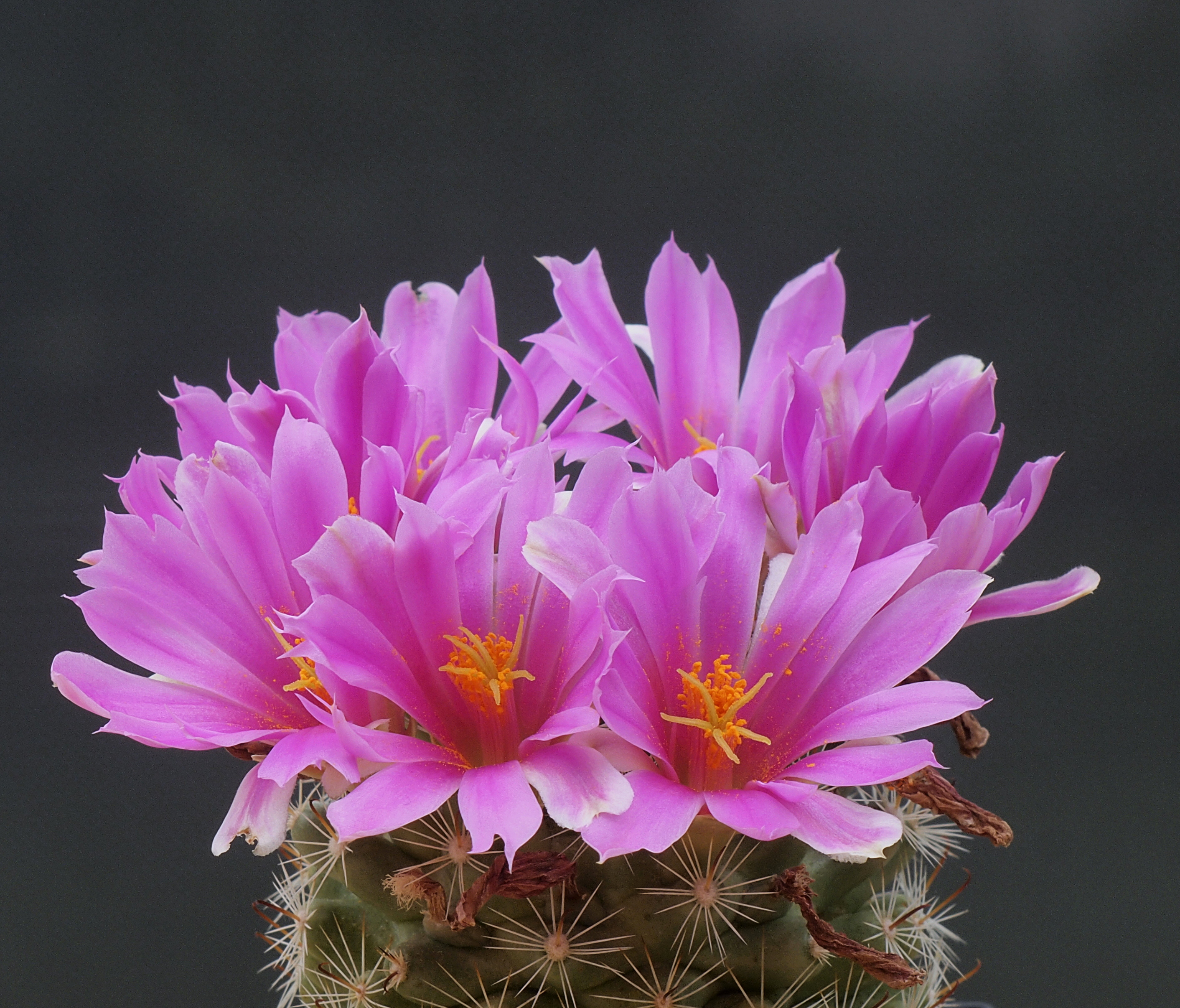
Floración

Las flores son de color rosa a rosa lavanda, con una longitud y un diámetro de 4 cm. Los frutos son de color naranja y tienen forma de maza; miden hasta 3 cm de largo y contienen semillas negras en su interior.

## Distribución y hábitat
El área de distribución nativa de esta especie es el noroeste de México (concretamente en el estado de Sonora), y crece principalmente en biomas desérticos o de matorrales secos.

## Taxonomía
La primera descripción de esta especie fue como Mammillaria boolii, publicada en 1953 por el botánico estadounidense George Edmund Lindsay en la revista científica Cactus and Succulent Journal 25: 48.
Posteriormente, los botánicos Peter B. Breslin y Lucas C. Majure colocaron la especie en el género Cochemiea, pasando a llamarse Cochemiea boolii y anotando estos cambios en la revista científica Taxon 70: 319 en el año 2021.
Etimología
- Cochemiea: nombre genérico que hace referencia a la tribu indígena cochimí, que en el pasado ocupó un gran territorio de Baja California, cuya área es parte del área de distribución natural de este género.
- boolii: epíteto específico otorgado en honor al estadounidense Herbert W. Bool, descubridor de la especie y fundador del Jardín Botánico de Phoenix.[4]

## Estado de conservación
En la Lista Roja de Especies Amenazadas de la UICN, la especie está clasificada como “Casi amenazada (NT)".

## Usos

Sello postal de Alemania

Se cultiva principalmente como planta ornamental, y su propagación se realiza a través de esquejes o semillas.